# Victoria (Kansas)
Victoria és una població dels Estats Units a l'estat de Kansas. Segons el cens del 2000 tenia 1.208 habitants.

## Demografia
Segons el cens del 2000, Victoria tenia 1.208 habitants, 492 habitatges, i 324 famílies. La densitat de població era de 804,2 habitants/km².
Dels 492 habitatges en un 28,3% hi vivien nens de menys de 18 anys, en un 55,1% hi vivien parelles casades, en un 7,3% dones solteres, i en un 34,1% no eren unitats familiars. En el 31,3% dels habitatges hi vivien persones soles el 18,5% de les quals corresponia a persones de 65 anys o més que vivien soles. El nombre mitjà de persones vivint en cada habitatge era de 2,27 i el nombre mitjà de persones que vivien en cada família era de 2,86.
Per edats la població es repartia de la següent manera: un 21,4% tenia menys de 18 anys, un 9% entre 18 i 24, un 23,6% entre 25 i 44, un 21,8% de 45 a 60 i un 24,2% 65 anys o més.
L'edat mediana era de 42 anys. Per cada 100 dones de 18 o més anys hi havia 84,3 homes.
La renda mediana per habitatge era de 30.313 $ i la renda mediana per família de 39.375 $. Els homes tenien una renda mediana de 27.569 $ mentre que les dones 20.179 $. La renda per capita de la població era de 15.567 $. Entorn del 8,8% de les famílies i el 9,7% de la població estaven per davall del llindar de pobresa.

## Poblacions més properes
El següent diagrama mostra les poblacions més properes.